# Märk hur vår skugga
"Fredmans Epistel nr 81" är en sång av Carl Michael Bellman. Den refereras även till genom inledningsorden Märk hur’ vår skugga och har undertiteln ”Til Grälmakar Löfberg i Sterbhuset vid Danto bommen, diktad vid Grafven”.
Sången är tillägnad ”Doctor Blad” som var en av Bellmans närmaste vänner och familjeläkare i senare delen av livet. Sången beskriver jordfästningen av Löfbergs hustru på Maria kyrkogård i Stockholm. Sången publicerades i första utgåvan av Fredmans epistlar 1790 och förekommer inte i någon känd handskrift innan dess. Därför tros den vara komponerad i slutet av 1780-talet eller 1790.

## Text
Det finns olika tolkningar av Carl Michael Bellmans text. Exempelvis skiljer sig Cornelis Vreeswijks version från Imperiets, då Thåström, i likhet med Bellman, sjunger "byts till grus och klutar" i första versen, medan Vreeswijk sjunger "byts till guld och klutar". Utöver detta sjunger vissa i samma vers "Gravsten över vår syster", medan andra sjunger "Gravvård över vår syster". En annan variant av första versen är "Mer du din druva ej kryster", där vissa sjunger "Mer du din druvan din ryster". I övrigt kan nämnas en annan variant av sista versen, där vissa väljer att uttala "torstig" som "törstig". Gemensamt för de flesta tolkningar är att andra versen utesluts.

## Sentida tolkningar i urval
Flera svenska artister har tolkat "Märk hur vår skugga", bland andra Fred Åkerström (1969), Cornelis Vreeswijk (1970, 1971 och 1977), Imperiet (1985) och Sofia Karlsson (2007). Imperiets inspelning låg på Svensktoppen i 19 veckor under perioden 8 december 1985–13 april 1986, med en andraplats som högsta placering.